# Asplenium goldmannii
Asplenium goldmannii là một loài dương xỉ trong họ Aspleniaceae. Loài này được Underw. mô tả khoa học đầu tiên.